# Serge Adda
Serge Adda (* 19. September 1948 in Tunis; † 6. November 2004 in Paris) war ein tunesisch-französischer Manager und der Präsident des französischen Fernsehsenders TV5MONDE. Er heiratete am 4. Juli 1997 in Paris Séverine Labat und hatte mit ihr einen Sohn. Aus seiner zweiten Ehe stammt sein Sohn Karim (* 1972).

## Leben
Serge Adda absolvierte seine Schulzeit am Collège Sadiki in Tunis. Anschließend ging er ans Lycée Saint-Louis nach Paris, wo er später auch die Université Paris 1 Panthéon-Sorbonne besuchte.

## Wirken
Seine berufliche Laufbahn begann Adda begann 1971 in Paris als Forscher am CETEM (Centre d'Étude des Techniques Économiques Moderne). Von 1975 bis 1978 war er Forschungsdirektor der l'École Spéciale d’Architecture, von 1979 bis 1981 Direktor der Association Développement et Aménagement. 1981 wechselte er beruflich nach Tunis als Ingénieur en Chef Economiste zu STE SOTINFOR. Von 1986 bis 1990 war er Directeur Études Générales à Comete Engineering. Damals begann Adda mit Studien über die Wirtschaftlichkeit verschiedener Fernsehsender. Von 1990 bis 1997 – wieder zurück in Paris – war er Directeur Général de CANAL+ HORIZONS.
Im April 2001 wurde er Berater des Präsidenten der Gruppe CANAL+ HORIZONS. Adda stand seit dem 23. Oktober 2001 dem Sender TV5 vor. TV5 ist hinter Eurosport, MTV und CNN der viertgrößte Sender Europas. Adda setzte dabei starke Akzente auf ein attraktives und vielfältiges Fernsehprogramm. Er arbeitete erfolgreich mit dem Literaturpapst Bernard Pivot (1935–2024) und Frankreichs Star-Reporterin Christine Ockrent (* 1944) zusammen. Schwerpunkt von TV5 sollte laut Adda auch weiterhin eine intensive Informationspolitik bleiben.
Zusätzlich war Adda von 1974 bis 1981 Dozent in der Universität von Paris und von 1982 bis 1989 UNESCO-Berater und für die Afrikanische Entwicklungsbank tätig.

## Trivia
Adda war einer der beiden Söhne von Georges Adda und dessen Ehefrau Gladys Adda, beide bekannte Aktivisten des tunesischen Unabhängigkeitskampfes.
Mit 56 Jahren erlag Adda am 6. November 2004 in Paris einem Krebsleiden. Seine letzte Ruhestätte fand er auf dem Friedhof Père-Lachaise (87. Division).